# 야쿠트어
야쿠트어 또는 사하어는 튀르크어족에 속한 언어이다. 사하 공화국에서 450,140명이 쓴다. 사용자가 야쿠트인이다.

## 분류
야쿠트어는 쇼르어, 투바어, 돌간어와 함께 북동투르크어족에 속해있다. 핀란드어, 헝가리어, 튀르키예어, 사하어는 모음 조화가 있다.

## 사용자
야쿠트어는 사하 공화국에 많은 수의 사용자가 있다. 하바롭스크 지방에서도 소수 사용자가 있다.

## 문자
야쿠트어는 키릴 문자를 쓴다. 현대 야쿠트어 문자는 1939년에 도입되었다. 문자는 5개의 새로운 문자를 도입했다. Ҕҕ, Ҥҥ, Өө, Һһ, Үү.
| 키릴  | IPA     |                                                |
| ----- | ------- | ---------------------------------------------- |
| А а   | /a/     |                                                |
| Б б   | /b/     |                                                |
| В в   | /v/     | 러시아어에서의 차용어에서만 나타난다.          |
| Г г   | /ɡ, ɢ/  |                                                |
| Ҕ ҕ   | /ɣ, ʁ/  |                                                |
| Д д   | /d/     |                                                |
| Дь дь | /ɟ/     |                                                |
| Е е   | /e, je/ | 러시아어에서의 차용어에서만 나타난다.          |
| Ё ё   | /jo/    | 러시아어에서의 차용어에서만 나타난다.          |
| Ж ж   | /ʒ/     | 러시아어에서의 차용어에서만 나타난다.          |
| З з   | /z/     | 러시아어에서의 차용어에서만 나타난다.          |
| И и   | /i/     |                                                |
| Й й   | /j, j̃/  | 왜인지 활음의 비음화는 표기에 반영되지 않는다. |
| К к   | /k, q/  |                                                |
| Л л   | /l/     |                                                |
| М м   | /m/     |                                                |
| Н н   | /n/     |                                                |
| Ҥ ҥ   | /ŋ/     |                                                |
| Нь нь | /ɲ/     |                                                |
| О о   | /o/     |                                                |
| Ө ө   | /ø/     |                                                |
| П п   | /p/     |                                                |
| Р р   | /r/     |                                                |
| С с   | /s/     |                                                |
| Һ һ   | /h/     |                                                |
| Т т   | /t/     |                                                |
| У у   | /u/     |                                                |
| Ү ү   | /y/     |                                                |
| Ф ф   | /f/     | 러시아어에서의 차용어에서만 나타난다.          |
| Х х   | /x, χ/  |                                                |
| Ц ц   | /ts/    | 러시아어에서의 차용어에서만 나타난다.          |
| Ч ч   | /c/     |                                                |
| Ш ш   | /ʃ/     | 러시아어에서의 차용어에서만 나타난다.          |
| Щ щ   | /ɕː/    | 러시아어에서의 차용어에서만 나타난다.          |
| Ъ ъ   | ?       | 러시아어에서의 차용어에서만 나타난다.          |
| Ы ы   | /ɯ/     |                                                |
| Ь ь   | ?       | 러시아어에서의 차용어에서만 나타난다.          |
| Э э   | /e/     |                                                |
| Ю ю   | /ju/    | 러시아어에서의 차용어에서만 나타난다.          |
| Я я   | /ja/    | 러시아어에서의 차용어에서만 나타난다.          |

## 외국어 숙어집
- 안녕하세요. - Эҕэрдэ (애개르대)
- 좋은 아침입니다. - Үтүө сарсыарданан (위뛰외 사르새르다난)
- 좋은 저녁입니다. - Үтүө киэһэнэн (위뛰외 기에헤넨)
- 돼지꿈 꾸세요! - Минньигэс түүллэри (민니게스 뒤윌레리)
- 환영합니다. - Нөрүөн нөргүй (뇌뤼왼 뇌르귀이; nörüön nörgüy)
- 안녕. - Дорообо (도로오보)
- 어떻게 지내십니까? - Хайдах олороҕут? (카이다흐 올로로굿)
- 잘 지냅니다. - Үчүгэй (위취게이)
- 오랜만이다. - Көрсүбэтэх ыраатта (괴르쉬베떼흐 으라앗다)
- 별일이 없으셨어요? - Туох сонун? (두오흐 소눈)
- 성함이 어떻게 되세요? - Аатыҥ ким диэний? (아아뜽 김 디에니)
- 제 이름은 ______입니다. - Мин аатым... диэн (민 아아뜸... 디엔)
- 감사합니다. - Махтал (마흐딸)
- 부탁합니다./천만입니다. - Баһаалыста (바하알르스타)
- 예/네 - Ээх (에에흐)
- 아니요. - Суох (수오흐)
- 모르겠습니다. - Өйдөөбөппүн (외이되외뵙뷘; öydööböppün)
- 모르겠어요. - Билбэппин (빌벱빈)
- 이게 뭐예요? - Бу тугуй? (부 두구이)
- 화장실이 어디예요? - Туалет ханан баарый? (두알렛 카난 바아르이)
- 저는 한국에서 왔어요. - Мин Кэриэйэттэн сылдьабын (민 게리에옛덴 슬자븐)
- 저는 서울에 살고 있습니다. - Мин Сеулга олоробун (민 세울가 올로로분)
- 나는 대학생입니다. - Мин устудьуоммун (민 우스투주옴문)
- 나는 러시아어를 공부합니다. Мин нуучча тылын үөрэтэбин (민 누웃짜 들른 위외레떼빈)
- 죄송합니다. - Алҕас (알가스)
- 죄송합니다. - Бырастыы гыныҥ (브라스뜨으 그능)
- 안녕히 가세요. - Көрсүөххэ дылы (괴르쉬욐헤 들르)
- 길을 잃어버렸어요. - Мин мунан хааллым (민 무난 카알름)
- 도와주십시오! - Көмөлөһүҥ (괴묄뢰휭)
- 이게 얼마예요? - Бу хастааҕый? (부 카스타아그이)
- 영어/한국어 할 줄 아세요? - Английскайдыы / кэриэйдии саҥараҕын дуо? (앙글리스카이드으 / 게리에이디이 상아라근 두오)
- 조금요 - Кыратык (그라뜩)
- 나이가 어떻게 되세요? - Хас саастааххыный? (카스 사아스타앜흐느이)
- 저는 (스무/서른)살이에요. - Мин сүүрбэ/отут саастаахпын (민 쉬위르베/오뚣 사아스타아흐쁜)
- 행운을 빕니다! - Ситиһиини баҕарабын (시티히이니 바하라븐)
- 생일 축하합니다! - Төрөөбүт күҥҥүнэн (되뢰외뷧 귄뉘넨)
- 새해복 많이 받으세요! - Саҥа дьылынан (상아 즐르난)
- 축하드립니다! - Эҕэрдэ! (에게르데)
- 사랑해. - Мин эйиигин таптыыбын (민 에이이긴 답드으븐)

### 수
| нуул (nuul, 누울) | биир (biir, 비이르)              | икки (ikki, 이키)         | үс (yc, 위스)     | түөрт (tyørt, 튀외르트)           | биэс (bies, 비에스)              | алта (alta, 알따)           | сэттэ (sette, 셋떼)           | аҕыс (aɣɯs, 아그스)           | тоҕус (toɣus, 토구스)           | уон (uon, 우온)     |                               |                                            |                               |
|                   | 11                               | 20                        | 30                | 40                                | 50                               | 60                          | 70                            | 80                            | 90                              | 100                 | 1000                          | 10000                                      | 百万                          |
|                   | уон биир (uon biir, 우온 비이르) | сүүрбэ (syyrbe, 쉬위르베) | отут (otut, 오툿) | түөрт уон (tyørt uon, 튀외르투온) | биэс уон (bies uon, 비에스 우온) | алта уон (alta uon, 알투온) | сэттэ уон (sette uon, 세투온) | аҕыс уон (aɣɯs uon, 아그쑤온) | тоҕус уон (toɣus uon, 토구쑤온) | сүүс (syys, 쉬위스) | тыһыынча (tɯhɯɯnʧa, 뜨흐은쨔) | уон тыһыынча (uon tɯhɯɯnʧa, 우온 뜨흐은쨔) | мөлүйүөн (mølyjyøn, 묄뤼위왼) |

## 같이 보기
- 야쿠트인
- 돌간어